# Университет Крита
Университет Крита (греч. Πανεπιστήμιο Κρήτης) — крупнейший университет и научно-исследовательский центр острова Крит. Университет контролируется и финансируется государством в лице министерства образования, исследований и религии.
Университет был создан в 1973 году, но полноценное обучение студентов началось лишь в 1977—1978 учебном году. В 1973—1987 гг. ректор назначался, с тех пор — избирается. Университет расположен в двух городах — в Ретимноне и Ираклионе. В кампус в Галосе, расположенном в 4 километрах от центра Ретимнона, находятся Школа философии (департаменты философии и социальных наук, истории и археологии, филологии), Школа образования (департаменты начального образования, дошкольного образования) и Школа социальных наук (департаменты экономики, психологии, социологии, политологии). В кампусе в Вуте, расположенном в 10 километрах от центра Ираклиона, находится Школа наук и инжиниринга (департаменты математики и прикладной математики, физики, биологии, информатики, химии, материаловедения и технологии), Школа медицины и университетский госпиталь.
Сегодня в университете обучается около 16 тысяч человек, еще 2,5 тысячи проходят послевузовское обучение. В университете существует 16 программ обучения бакалавров и 36 программ обучения магистров. Университет тесно сотрудничает с Foundation for Research & Technology – Hellas (FORTH) и Институтом морской биологии, биотехнологии и аквакультуры (Institute of Marine Biology, Biotechnology and Aquaculture, IMBBC).
В 1981 году был создан музей естественной истории Крита (NHMC), являющийся частью университета.
На вершине Скинакас (Σκίνακας) горы Ида расположена одноимённая обсерватория, основанная университетом, фондом FORTH и Институтом внеземной физики Общества Макса Планка.

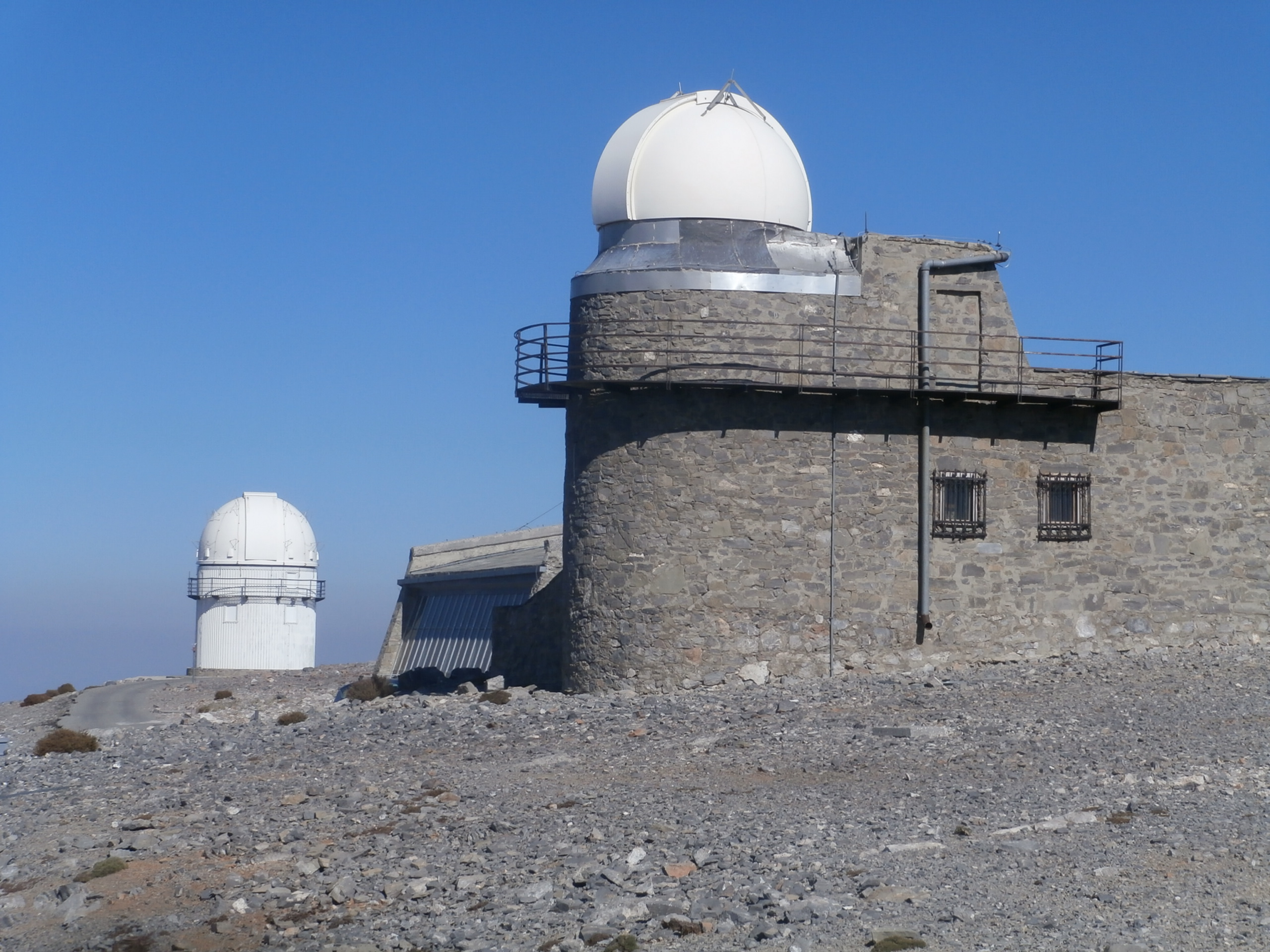
Обсерватория Скинакас[англ.] на горе Ида